# Chidester (Arkansas)
Chidester est une ville située dans l’État américain de l'Arkansas, dans le comté de Ouachita.

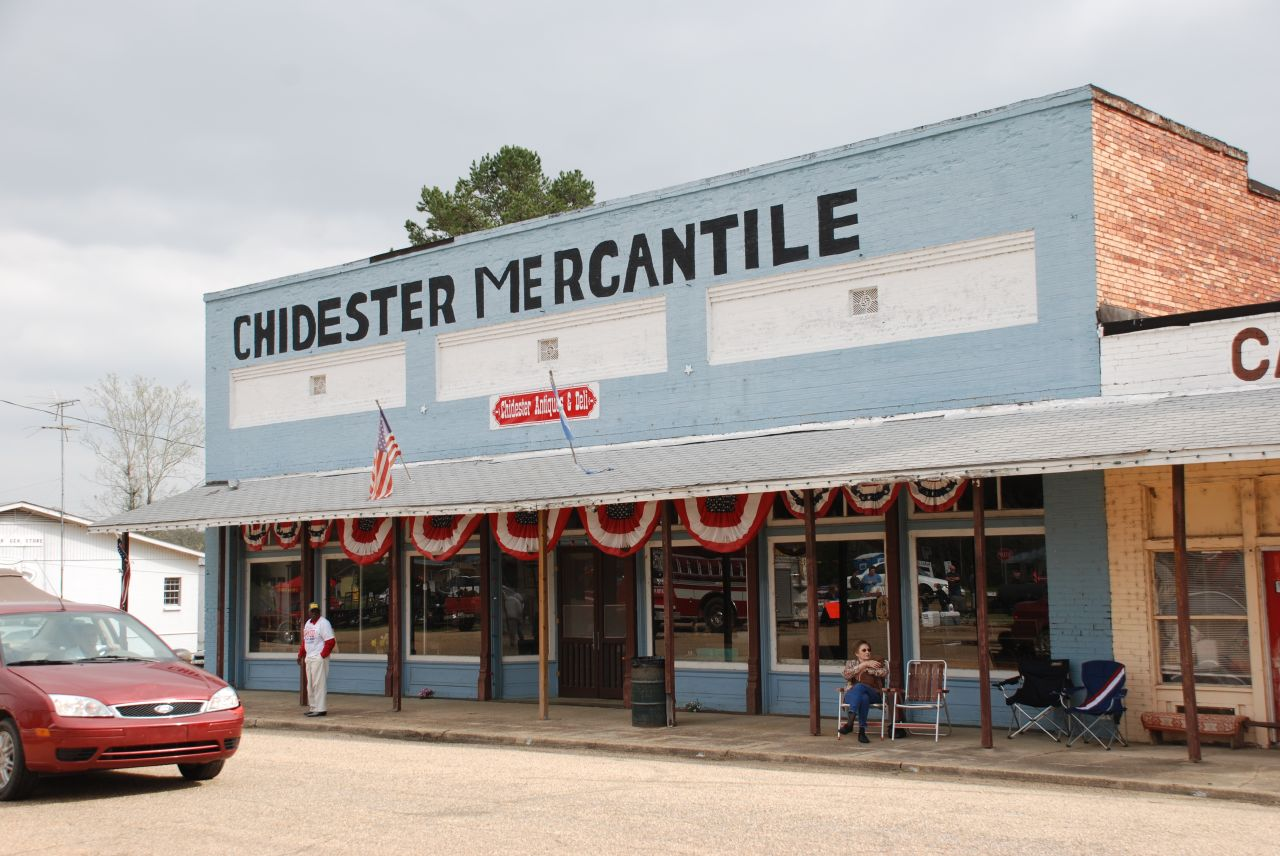
Chidester Mercantile sur la rue Main